# Stazione di Kokubunji
La stazione di Kokubunji (国分寺駅?, Kokubunji-eki) è la principale stazione ferroviaria della città omonima, conurbata con Tokyo, che serve la linea Chūō Rapida della JR East. Nella stazione hanno capolinea anche le linee Kokubunji e Tamako delle Ferrovie Seibu.

## Linee
East Japan Railway Company
■ Linea Rapida Chūō
 Ferrovie Seibu
■ Linea Seibu Kokubunji
■ Linea Seibu Tamako

## Struttura
La stazione è costituita da una grande struttura, denominata "Celeo Kokubunji" servente le due società JR e Seibu, con infrastrutture ferroviarie separate. Il pia00000000000000000000000000000000000000000no terra della stazione contiene i servizi comuni, come le biglietterie e le aree tornelli per i due operatori. Inoltre è possibile effettuare l'interscambio diretto fra Seibu e JR usando dei tornelli fra le due aree, in modo da dover evitare di passare due volte tramite essi. Di seguito sono descritte dettagliatamente le aree dei rispettivi operatori.

### Stazione JR East

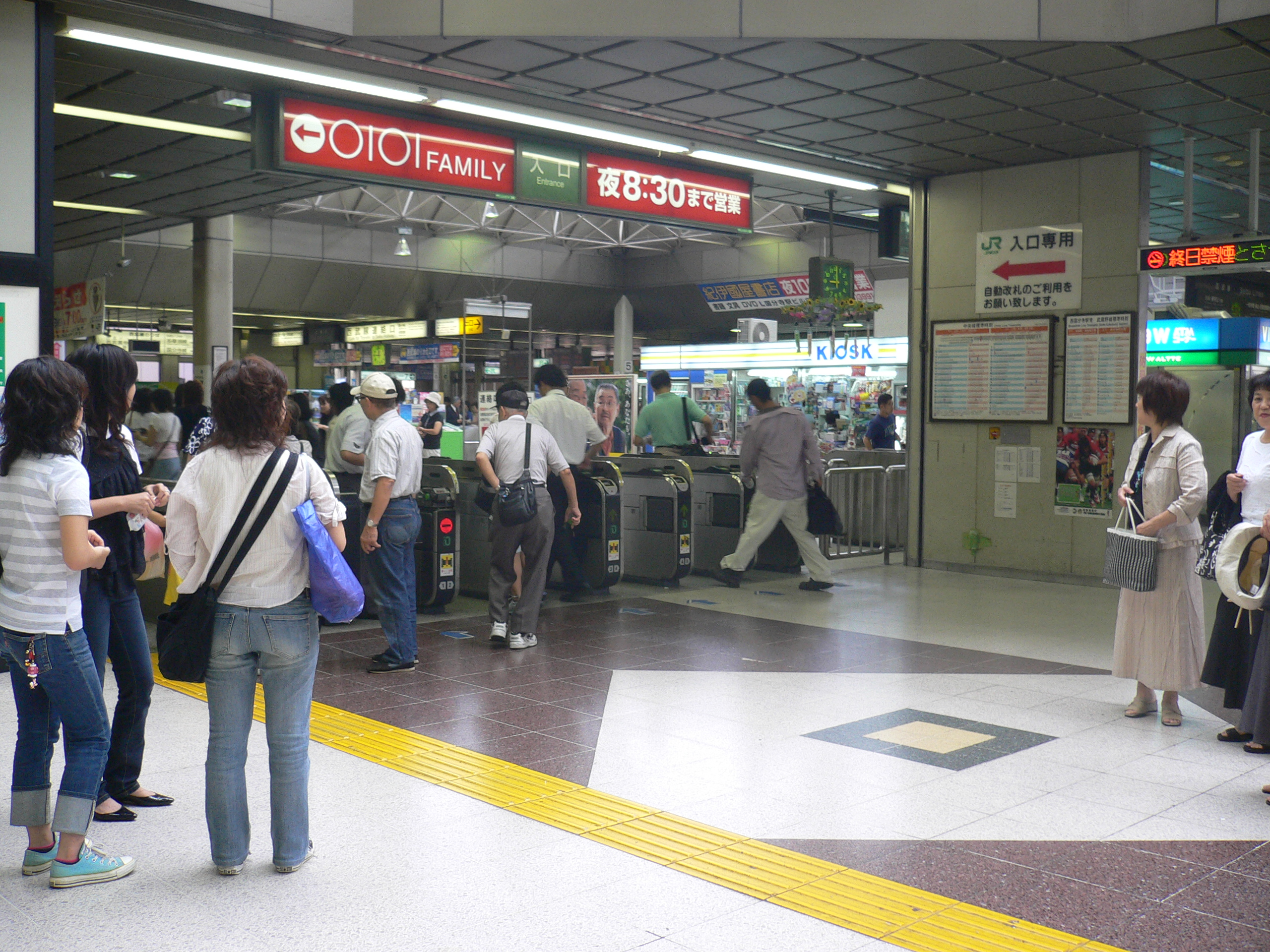
Vista dei tornelli dell'area JR

La stazione JR East è dotata di due banchine a isola con quattro binari passanti, di cui due usati generalmente per i treni in attesa per le precedenze dei treni rapidi e alcuni treni diretti a Shinjuku partenti da questa stazione. I marciapiedi sono collegati alla piastra sovrastante da ascensori, scale fisse e mobili.
| 1-2 | ■ Linea Rapida Chūō | per Tachikawa, Hachiōji e Takao |
| 3-4 | ■ Linea Rapida Chūō | per Mitaka, Shinjuku e Tokyo    |

### Stazione Seibu
I binari della linea Seibu Kokubunji si trovano sul lato nord rispetto a quelli di JR East, mentre quelli della linea Tamako sono separati a nord-ovest. Entrambi possiedono un solo marciapiede con singolo binario in superficie. I tornelli sono due, dei quali uno presenziato e l'altro automatizzato e situato vicino al combini NEWDAYS. I binari sono numerati come SK01 per la linea Kokubunji e ST01 per la linea Tamako.
| 5 | ■ Linea Seibu Kokubunji | per Ogawa e Higashi-Murayama |
| 7 | ■ Linea Seibu Tamako    | per Hagiyama e Seibu Yūenchi |

## Stazioni adiacenti
| «                     | Servizio                  | »                   |
| Linea Rapida Chūō     | Linea Rapida Chūō         | Linea Rapida Chūō   |
| --------------------- | ------------------------- | ------------------- |
| Musashi-Koganei       | Locale                    | Nishi-Kokubunji     |
| Musashi-Koganei       | Rapido                    | Nishi-Kokubunji     |
| Mitaka                | Rapido pendolari          | Tachikawa           |
| Mitaka                | Rapido Ōme                | Tachikawa           |
| Mitaka                | Rapido Speciale Chūō      | Tachikawa           |
| Shinjuku←             | Rapido speciale pendolari | ← Tachikawa         |
| Linea Seibu Kokubunji |                           |                     |
| Capolinea             | Locale                    | Koigakubo           |
| Linea Seibu Tamako    |                           |                     |
| Capolinea             | Locale                    | Hitotsubashi Gakuen |